# Nordmannia pseudomas
Nordmannia pseudomas är en fjärilsart som beskrevs av Barend J. Lempke 1936. Nordmannia pseudomas ingår i släktet Nordmannia och familjen juvelvingar. Inga underarter finns listade i Catalogue of Life.